# Mohanpur (Saptari)
Mohanpur (nep. मोहनपुर) – gaun wikas samiti we wschodniej części Nepalu w strefie Sagarmatha w dystrykcie Saptari. Według nepalskiego spisu powszechnego z 2001 roku liczył on 951 gospodarstw domowych i 4923 mieszkańców (2448 kobiet i 2475 mężczyzn).